# Jordbävningen i Aten 1999
Jordbävningen i Aten 1999 var en jordbävning som uppmättes till 6.0 på momentmagnitudskalan och slog till den 7 september 1999 runt klockan 05.56:50, och varade uppskattningsvis i 15 sekunder, i Ano Liosia. Epicentrum var beläget uppskattningsvis 17 kilometer nordväst om stadens centrum, i ett glest befolkat område mellan arbetarstaden Acharnes och Parnes nationalpark. Närheten till Stor-Aten ledde till omfattande skador, bland annat i grannstäderna Ano Liosia, Acharnes, Fyli och Thrakomakedones samt de nordliga Atenförorterna Kifissia, Metamorfosi, Kamatero och Nea Filadelfeia. Över 100 byggnader (inklusive tre större fabriker) i området, och hundratals offer hamnade bland spillrorna, och ännu fler byggnader skadades. Totalt omkom 143 personer, och över 2 000 behandlades för olika skador, då Grekland upplevde sin värsta naturkatastrof på nästan 50 år. Skalvet överraskade grekiska seismologer, då det inträffade i ett område som tidigare antogs ha låg seismisk aktivitet.

### Fotnoter
1. ↑  Athens Metropolitan Earthquake, a field report by S. Pavlides, G. Papadopoulos and Th. Ganas Arkiverad 6 februari 2006 hämtat från the Wayback Machine.